# 仲姓
仲姓是中文姓氏之一。仲氏的公认祖先为仲子（名由，字子路，孔子的弟子）。
《通志·氏族略四》记载：“仲氏，高辛氏才子八元，仲堪、仲熊之后；又仲虺为汤左相，其后并为仲氏。”

## 辈分字
仲氏从第64代开始使用统一的辈份字，因此，全国的仲氏子孙的辈份相差不大。
- 蕴耀振贻绪，统延肇跻伟；
- 崇维昭光辉，怀如敦恒循；
- 封典锡恩广，令德毓贤喆；
- 昌旺胜明煌，荣茂超清香；
- 国祚享祯利，乾坤乐泰康；

## 外部連結
[在维基数据编辑]
 《百家姓》
 《欽定古今圖書集成·明倫彙編·氏族典·仲姓部》，出自陈梦雷《古今圖書集成》